# Richardia scabra
Richardia scabra är en måreväxtart som beskrevs av Carl von Linné. Richardia scabra ingår i släktet Richardia och familjen måreväxter. Inga underarter finns listade i Catalogue of Life.